# Zwei Whisky und ein Sofa
Zwei Whisky und ein Sofa ist eine deutsche Filmkomödie aus dem Jahre 1963 um zwei konkurrierende Architekten. Unter der Regie von Günter Gräwert spielen Maria Schell und Karl-Michael Vogler die Hauptrollen.

## Handlung
Beate Dehn und Klaus Hartmann sind zwei aufstrebende, junge Architekten. Beide sind sehr ehrgeizig und stehen in heftiger Konkurrenz zueinander. Als Beate eines Tages an einem Architekturwettbewerb teilnimmt, ist natürlich auch der charmante Sonnyboy Hartmann dabei. Ab sofort wenden beide sämtliche erdenklichen Tricks an, sich gegenseitig auszustechen und dem Anderen den Auftrag vor der Nase wegzuschnappen. Klaus Hartmann, Sohn des alten Hartmann, eines erfahrenen Architekten, ist in Sachen Tricksereien besonders erfahren, und er hat eine probate Methode entwickelt, die der Womanizer ebenso bedenkenlos wie erfolgreich anwendet: Man nehme sich selbst, die (im Idealfall) attraktive Bauherrin sowie zwei Whisky und ein Sofa. Der Rest bleibt der Phantasie überlassen.
Beate Dehn ist noch nicht so erfahren und verwechselt gleich zu Beginn den alten mit dem jungen Hartmann. Doch auch sie ist gewieft und setzt verstärkt weibliche List ein. So gibt sie sich zum Beispiel als Millionärin aus, die Aufträge zu verteilen hat und versucht so, Hartmann junior auszustechen. Als dann eine echte Millionärin, die mondäne US-Amerikanerin Mrs. Button auftaucht, verkomplizieren sich die Dinge noch. Auch in der Folgezeit greift Beate durchaus zu unlauteren Mitteln. Während beide jungen Architekten versuchen, die Entwürfe des jeweils Anderen zu torpedieren, geht Beate sogar zur Polizei und behauptet, bei Klaus Hartmann handele es sich um niemand anderen, als den gesuchten Emilio Fuchs, einen Bankangestellten, der sich jüngst mit der Kasse aus dem Staub gemacht hat. Daraufhin wird Hartmann vorübergehend festgenommen.
Doch mit dieser Aktion hat sich Beate ins eigene Fleisch geschnitten; ihre Aussichten, den Wettbewerb zu gewinnen können jetzt nur noch steigen, wenn sie sich zur Kooperation mit Hartmann entschließt. Am Ende kann sie mit Hartmanns Hilfe den Ersten Preis in Empfang nehmen, und die beiden werden ein Paar.

## Produktionsnotizen
Zwei Whisky und ein Sofa wurde vom 23. Juli bis zum 27. September 1963 gedreht. Die Studioaufnahmen entstanden in den Bavaria-Ateliers in München-Geiselgasteig, die Außenaufnahmen in Cortina d’Ampezzo, Triest und München. Die Uraufführung erfolgte am 20. Dezember 1963. Die erste Fernsehausstrahlung fand am späten Abend des 15. Februar 1972 in der ARD statt.
Die Produktionsleitung hatte Heinrich Schier, die Filmbauten wurden von Maleen Pacha und Werner Achmann erstellt. Eberhard Schröder assistierte Regisseur Gräwert.

## Sonstiges
Der Film erinnert stark an Doris-Day-Komödien wie Ein Pyjama für zwei, an deren Erfolge man anzuknüpfen gedachte. Bereits ein Jahr zuvor hatte sich Maria Schell gemeinsam mit Paul Hubschmid in der Liebeskomödie Ich bin auch nur eine Frau auf die Spuren von Day und Rock Hudson begeben.

## Kritiken
Der Spiegel schreibt in seiner Kritik vom 8. Januar 1964 auf Seite 73: „Brecht-Eleve, Walser-Regisseur und Amateurfilm-Experimentator Günter Gräwert ließ sich als Spielfilmregisseur von der Star-Allianz des Maria-Schell-Anwalts Rohardt anheuern. Hoffnungen, die sich an den neuen Namen knüpfen mochten, werden im Keim erstickt. Das Handlungsgerüst knirscht in den Scharnieren: Architekt und Architektin konkurrieren um dasselbe Bauprojekt, suchen einander auszustechen und finden dabei zueinander. Wo Tempo und trockener Witz aus dem nassen Holz vielleicht noch Funken hätten schlagen können, erschöpfte sich die Regie in dekorativen Arabesken, unterwarf sie sich schauspielerischen Exhibitionen. Maria Schell, stolze Urheberin des Filmtitels, ist als Architektin sowenig glaubwürdig wie die Rumänin Nadja Gray als Deutsch mit Balkanakzent sprechende US-Millionärin.“
Das Handbuch VII der Katholischen Filmkritik kritisierte harsch: „Unterste Garnitur wirklichkeitsferner Filmträumerei.“
Das Lexikon des Internationalen Films urteilte knapp: „Deutsche Traumfabrik.“